# Чемпіонат Європи з фігурного катання 2024
Чемпіонат Європи з фігурного катання 2024 року — змагання з фігурного катання серед представників європейських країн, яке пройшло з 10 по 14 січня 2024 року на «Жальгіріс Арені» в Каунасі, Литва. Медалі розіграли в чоловічому одиночному катанні, жіночому одиночному катанні, парному катанні та танцях на льоду. 
Змагання визначатимуть квоти на участь кожної федерації ковзанярського спорту на чемпіонаті Європи 2025 року.

## Місце проведення
У 2021 році Міжнародний союз ковзанярів отримав заявки на проведення Чемпіонату Європи 2024 року від Будапешта, (Угорщина); Мінська, (Білорусь); Софії, (Болгарія); Загреба, (Хорватія); Братислави, (Словаччина) та Острави, (Чехія).
На початку 2023 року Угорщина відмовилася від проведення чемпіонату через фінансові труднощі. ІСУ отримав нові заявки на проведення змагань від Софії, Болгарія; Варшави, Польща та Каунаса, Литва. 12 червня 2023 року Литовська федерація ковзанярського спорту оголосила, що вони отримали підтвердження від ІСУ про те, що Каунас обрано місцем проведення змагання.

## Кваліфікація
У чемпіонаті візьмуть участь фігуристи з європейських країн-членів Міжнародного союзу ковзанярів (до європейських країн також відносяться Ізраїль, Туреччина, Грузія, Вірменія, Азербайджан і Кіпр), які досягли 16-річного віку на момент 1 липня 2023 року.
За підсумками Чемпіонату Європи 2023 року, кожна країна мала право виставити від одного до трьох спортсменів у кожній дисципліні фігурного катання. Національні федерації складали заявку на основі власних критеріїв, але обрані фігуристи мали досягти мінімальної технічної оцінки елементів на міжнародному змаганні до Чемпіонату Європи.

### Представництво по країнам
Більше одного учасника (пари) можуть подати, за результатами попереднього чемпіонату, такі національні федерації:
|   | Чоловіки                               | Жінки                                                               | Пари                                                | Танці                                                   |
| - | -------------------------------------- | ------------------------------------------------------------------- | --------------------------------------------------- | ------------------------------------------------------- |
| 3 | Франція Італія                         | Бельгія Грузія                                                      | Німеччина Італія                                    | Італія Велика Британія Франція                          |
| 2 | Швейцарія Латвія Грузія Естонія Швеція | Швейцарія Польща Естонія Фінляндія Італія Німеччина Австрія Румунія | Угорщина Франція Нідерланди Україна Велика Британія | Фінляндія Литва Чехія Україна Грузія Німеччина Угорщина |

Починаючи з 2022 року, російські та білоруські спортсмени відсторонені від змагань на міжнародній арені у зв'язку з повномасштабним вторгненням росії в Україну.

### Мінімальні технічні оцінки
Національні федерації (асоціації) обирали учасників на підставі власних критеріїв, але заявлені учасники мали заробити мінімальну технічну оцінку, так званий «технічний мінімум», на міжнародних змаганнях до Чемпіонату Європи.
| Мінімальний технічний результат (TES) | Мінімальний технічний результат (TES) | Мінімальний технічний результат (TES) |
| Дисципліна                            | Коротка програма                      | Довільна програма                     |
| Чоловіки                              | 28                                    | 46                                    |
| Жінки                                 | 25                                    | 42                                    |
| Пари                                  | 25                                    | 42                                    |
| Танці на льоду                        | 30                                    | 48                                    |
| ------------------------------------- | ------------------------------------- | ------------------------------------- |

## Розклад
| Дата          | Дисципліна     | Час   | Сегмент             |
| ------------- | -------------- | ----- | ------------------- |
| 10 січня 2024 | Пари           | 13:00 | Коротка програма    |
| 10 січня 2024 | Н/Д            | 16:30 | Церемонія відкриття |
| 10 січня 2024 | Чоловіки       | 17:15 | Коротка програма    |
| 11 січня 2024 | Жінки          | 13:15 | Коротка програма    |
| 11 січня 2024 | Пари           | 19:00 | Довільна програма   |
| 12 січня 2024 | Танці на льоду | 12:00 | Ритм-танець         |
| 12 січня 2024 | Чоловіки       | 18:00 | Довільна програма   |
| 13 січня 2024 | Жінки          | 13:00 | Довільна програма   |
| 13 січня 2024 | Танці на льоду | 18:30 | Довільний танець    |
| 14 січня 2024 | Н/Д            | 15:30 | Гала-шоу            |

## Результати

### Чоловіки
| Місце                              | Фігурист                     | Країна          | Загальний залік | Коротка програма | Коротка програма | Довільна програма | Довільна програма |
| ---------------------------------- | ---------------------------- | --------------- | --------------- | ---------------- | ---------------- | ----------------- | ----------------- |
| 1                                  | Адам Сяо Гім Фа              | Франція         | 276.17          | 1                | 94.13            | 1                 | 182.04            |
| 2                                  | Олександр Селевко            | Естонія         | 256.99          | 3                | 90.05            | 3                 | 166.94            |
| 3                                  | Маттео Ріццо                 | Італія          | 250.87          | 6                | 80.43            | 2                 | 170.44            |
| 4                                  | Габріель Франджипані         | Італія          | 246.09          | 4                | 83.51            | 4                 | 162.58            |
| 5                                  | Лукас Бричгі                 | Швейцарія       | 242.46          | 2                | 91.17            | 10                | 151.29            |
| 6                                  | Денис Васильєв               | Латвія          | 237.42          | 5                | 82.34            | 7                 | 155.08            |
| 7                                  | Ніка Еґадзе                  | Грузія          | 233.16          | 10               | 77.00            | 6                 | 156.16            |
| 8                                  | Володимир Самойлов           | Польща          | 230.17          | 16               | 71.05            | 5                 | 159.12            |
| 9                                  | Георгій Рештенко             | Чехія           | 226.67          | 13               | 72.74            | 8                 | 153.93            |
| 10                                 | Микола Мемола                | Італія          | 225.88          | 12               | 72.78            | 9                 | 153.10            |
| 11                                 | Адам Хагара                  | Словаччина      | 220.82          | 11               | 74.97            | 11                | 145.85            |
| 12                                 | Марк Городницький            | Ізраїль         | 217.56          | 9                | 77.50            | 13                | 140.06            |
| 13                                 | Микита Старостін             | Німеччина       | 211.85          | 14               | 71.99            | 14                | 139.86            |
| 14                                 | Іван Шмуратко                | Україна         | 210.65          | 19               | 69.95            | 12                | 140.70            |
| 15                                 | Люк Економідес               | Франція         | 210.56          | 7                | 78.59            | 17                | 131.97            |
| 16                                 | Володимир Литвинцев          | Азербайджан     | 209.21          | 20               | 69.72            | 15                | 139.49            |
| 17                                 | Мауріціо Зандрон             | Австрія         | 202.91          | 22               | 65.47            | 16                | 137.44            |
| 18                                 | Томас-Льоренс Гуаріно Сабате | Іспанія         | 202.60          | 15               | 71.93            | 18                | 130.67            |
| 19                                 | Федір Чітіпаховян            | Вірменія        | 197.44          | 21               | 68.51            | 19                | 128.93            |
| 20                                 | Макар Сунцев                 | Фінляндія       | 192.75          | 18               | 70.40            | 20                | 122.35            |
| 21                                 | Габріель Фолкессон           | Швеція          | 191.67          | 17               | 70.71            | 21                | 120.96            |
| 22                                 | Андреас Нордебек             | Швеція          | 189.42          | 8                | 77.62            | 23                | 111.80            |
| 23                                 | Олександр Власенко           | Угорщина        | 183.76          | 23               | 65.08            | 22                | 118.68            |
| 24                                 | Девід Льютон Брейн           | Монако          | 175.95          | 24               | 65.06            | 24                | 110.89            |
| Не відібралися у довільну програму |                              |                 |                 |                  |                  |                   |                   |
| 25                                 | Едвард Епплбі                | Велика Британія | 63.39           | 25               | 63.39            | Н/Д               | Н/Д               |
| 26                                 | Бурак Демірбога              | Туреччина       | 63.00           | 26               | 63.00            | Н/Д               | Н/Д               |
| 27                                 | Джарі Кесслер                | Хорватія        | 62.44           | 27               | 62.44            | Н/Д               | Н/Д               |
| 28                                 | Олександр Златков            | Болгарія        | 61.94           | 28               | 61.94            | Н/Д               | Н/Д               |
| 29                                 | Федір Куліш                  | Латвія          | 60.97           | 29               | 60.97            | Н/Д               | Н/Д               |
| 30                                 | Михайло Селевко              | Естонія         | 60.09           | 30               | 60.09            | Н/Д               | Н/Д               |
| 31                                 | Кевін Аймоз                  | Франція         | 57.33           | 31               | 57.33            | Н/Д               | Н/Д               |
| 32                                 | Давід Седей                  | Словенія        | 51.10           | 32               | 51.10            | Н/Д               | Н/Д               |

### Жінки
| Місце                           | Фігуристка           | Країна          | Загальний залік | Коротка програма | Коротка програма | Довільна програма | Довільна програма |
| ------------------------------- | -------------------- | --------------- | --------------- | ---------------- | ---------------- | ----------------- | ----------------- |
| 1                               | Луна Гендрікс        | Бельгія         | 213.25          | 1                | 74.66            | 1                 | 138.59            |
| 2                               | Анастасія Губанова   | Грузія          | 206.52          | 3                | 68.96            | 2                 | 137.56            |
| 3                               | Ніна Пінзарроне      | Бельгія         | 202.29          | 2                | 69.70            | 3                 | 132.59            |
| 4                               | Лівія Кайзер         | Швейцарія       | 194.72          | 4                | 66.31            | 4                 | 128.41            |
| 5                               | Лорін Шильд          | Франція         | 183.86          | 6                | 63.27            | 6                 | 120.59            |
| 6                               | Заріна Йоос          | Італія          | 180.83          | 9                | 59.82            | 5                 | 121.01            |
| 7                               | Кіммі Репонд         | Швейцарія       | 180.82          | 8                | 60.34            | 7                 | 120.48            |
| 8                               | Ольга Мікутіна       | Австрія         | 173.46          | 5                | 63.71            | 10                | 109.75            |
| 9                               | Джулія Зайтер        | Румунія         | 168.40          | 10               | 58.59            | 9                 | 109.81            |
| 10                              | Лара Накі Гутманн    | Італія          | 166.01          | 16               | 55.68            | 8                 | 110.33            |
| 11                              | Джозефін Тайєґорд    | Швеція          | 165.03          | 13               | 57.33            | 12                | 107.70            |
| 12                              | Еммі Пелтонен        | Фінляндія       | 164.74          | 14               | 56.73            | 11                | 108.01            |
| 13                              | Софія Степченко      | Латвія          | 157.69          | 21               | 52.53            | 13                | 105.16            |
| 14                              | Наталі Лангербаур    | Естонія         | 155.32          | 19               | 54.36            | 15                | 100.96            |
| 15                              | Крістіна Ісаєв       | Німеччина       | 155.28          | 20               | 53.61            | 14                | 101.67            |
| 16                              | Олександра Головкіна | Литва           | 155.16          | 15               | 55.80            | 16                | 99.36             |
| 17                              | Ніна Пові            | Велика Британія | 154.05          | 17               | 54.78            | 17                | 99.27             |
| 18                              | Александра Фейґін    | Болгарія        | 153.04          | 12               | 57.33            | 19                | 95.71             |
| 19                              | Марія Сенюк          | Ізраїль         | 152.95          | 18               | 54.53            | 18                | 98.42             |
| 20                              | Анастасія Гожва      | Україна         | 151.50          | 11               | 57.83            | 20                | 93.67             |
| 21                              | Нелла Пелконен       | Фінляндія       | 150.01          | 7                | 62.60            | 23                | 87.41             |
| 22                              | Аліна Урушадзе       | Грузія          | 140.66          | 23               | 50.54            | 21                | 90.12             |
| 23                              | Джейд Говін          | Бельгія         | 140.38          | 22               | 51.32            | 22                | 89.06             |
| 24                              | Барбора Вранкова     | Чехія           | 116.90          | 24               | 50.08            | 24                | 66.82             |
| Did not advance to free skating |                      |                 |                 |                  |                  |                   |                   |
| 25                              | Катерина Куракова    | Польща          | 49.57           | 25               | 49.57            | Н/Д               | Н/Д               |
| 26                              | Міа Ріса Гомез       | Норвегія        | 48.65           | 26               | 48.65            | Н/Д               | Н/Д               |
| 27                              | Крістіна Лісовська   | Естонія         | 47.94           | 27               | 47.94            | Н/Д               | Н/Д               |
| 28                              | Регіна Шерманн       | Угорщина        | 45.50           | 28               | 45.50            | Н/Д               | Н/Д               |
| 29                              | Ванеса Селмекова     | Словаччина      | 44.24           | 29               | 44.24            | Н/Д               | Н/Д               |
| 30                              | Джулія Ловренчіч     | Словенія        | 41.52           | 30               | 41.52            | Н/Д               | Н/Д               |
| 31                              | Антоніна Дубініна    | Сербія          | 41.28           | 31               | 41.28            | Н/Д               | Н/Д               |
| 32                              | Лаура Щенсна         | Польща          | 40.03           | 32               | 40.03            | Н/Д               | Н/Д               |
| 33                              | Ана Софія Бешеа      | Румунія         | 37.52           | 33               | 37.52            | Н/Д               | Н/Д               |

### Парне катання
| Місце                              | Пара                                 | Країна          | Загальний залік | Коротка програма | Коротка програма | Довільна програма            | Довільна програма            |
| ---------------------------------- | ------------------------------------ | --------------- | --------------- | ---------------- | ---------------- | ---------------------------- | ---------------------------- |
| 1                                  | Лукреція Беккарі / Маттео Гуарізе    | Італія          | 199.19          | 3                | 67.05            | 1                            | 132.14                       |
| 2                                  | Анастасія Метьолкіна / Лука Берулава | Грузія          | 196.14          | 1                | 71.30            | 5                            | 124.84                       |
| 3                                  | Ребекка Гіларді / Філіппо Амброзіні  | Італія          | 195.68          | 5                | 64.87            | 2                            | 130.81                       |
| 4                                  | Марія Павлова / Олексій Святченко    | Угорщина        | 194.02          | 4                | 65.29            | 3                            | 128.73                       |
| 5                                  | Мінерва Фаб'єн Газе / Микита Володін | Німеччина       | 190.69          | 2                | 69.63            | 6                            | 121.06                       |
| 6                                  | Сара Конті / Нікколо Мачії           | Італія          | 187.25          | 7                | 61.52            | 4                            | 125.73                       |
| 7                                  | Анніка Гоке / Роберт Кункель         | Німеччина       | 177.75          | 6                | 62.52            | 7                            | 115.23                       |
| 8                                  | Дарія Данилова / Мішель Циба         | Нідерланди      | 167.32          | 10               | 53.95            | 8                            | 113.37                       |
| 9                                  | Анастасія Вайпан-Лав / Люк Дігбі     | Велика Британія | 159.01          | 8                | 56.79            | 9                            | 102.22                       |
| 10                                 | Юлія Щетиніна / Мішель Возняк        | Польща          | 154.91          | 11               | 53.61            | 11                           | 101.30                       |
| 11                                 | Софія Голіченко / Артем Даренський   | Україна         | 154.37          | 12               | 52.95            | 10                           | 101.42                       |
| 12                                 | Оушин П'єґад / Денис Стрекалін       | Франція         | 148.51          | 9                | 54.06            | 12                           | 94.45                        |
| 13                                 | Барбора Куцянова / Мартін Бідарж     | Чехія           | 144.63          | 13               | 52.49            | 14                           | 92.14                        |
| 14                                 | Міланія Вяянянен / Філіппо Клерічі   | Фінляндія       | 142.27          | 16               | 48.23            | 13                           | 94.04                        |
| 15                                 | Лідія Смарт / Гаррі Меттік           | Велика Британія | 140.46          | 14               | 51.60            | 15                           | 88.86                        |
| WD                                 | Каміль Ковальов / Павло Ковальов     | Франція         | знялися         | 15               | 50.90            | знялися з довільної програми | знялися з довільної програми |
| Не відібралися у довільну програму |                                      |                 |                 |                  |                  |                              |                              |
| 17                                 | Грета Крафорд / Джон Крафорд         | Швеція          | 42.66           | 17               | 42.66            | Н/Д                          | Н/Д                          |
| 18                                 | Софія Шаллер / Лівіо Майр            | Австрія         | 42.57           | 18               | 42.57            | Н/Д                          | Н/Д                          |

### Танці на льоду
| Місце                             | Танцюристи                                     | Країна          | Загальний залік | Ритм-танець | Ритм-танець | Довільний танець | Довільний танець |
| --------------------------------- | ---------------------------------------------- | --------------- | --------------- | ----------- | ----------- | ---------------- | ---------------- |
| 1                                 | Шарлен Гіньяр / Марко Фаббрі                   | Італія          | 214.38          | 1           | 86.80       | 1                | 128.58           |
| 2                                 | Ліла Фір / Льюїс Гібсон                        | Велика Британія | 210.82          | 2           | 85.20       | 2                | 125.62           |
| 3                                 | Еллісон Рід / Саулюс Амбрулявичюс              | Литва           | 203.37          | 3           | 80.73       | 3                | 122.64           |
| 4                                 | Євгенія Лопарьова / Жоффре Бріссо              | Франція         | 197.17          | 4           | 78.47       | 4                | 118.70           |
| 5                                 | Лоїс'я Демужо / Тео Ле Мерс'є                  | Франція         | 192.15          | 8           | 75.69       | 5                | 116.46           |
| 6                                 | Джулія Турккіла / Маттіас Верслуйс             | Фінляндія       | 192.08          | 6           | 76.36       | 6                | 115.72           |
| 7                                 | Наталі Ташлерова / Пилип Ташлер                | Чехія           | 191.55          | 5           | 76.68       | 7                | 114.87           |
| 8                                 | Діана Девіс / Гліб Смолкін                     | Грузія          | 189.46          | 7           | 76.33       | 8                | 113.13           |
| 9                                 | Катержина Мразкова / Даніель Мразек            | Чехія           | 182.33          | 9           | 75.19       | 11               | 107.14           |
| 10                                | Юка Орігара / Юхо Пірінен                      | Фінляндія       | 179.71          | 10          | 68.59       | 9                | 111.12           |
| 11                                | Дженніфер Янсе ван Ренсбург / Бенжамін Штеффан | Німеччина       | 178.78          | 11          | 68.37       | 10               | 110.41           |
| 12                                | Марі Дюпаяж / Томас Набайс                     | Франція         | 170.98          | 13          | 65.15       | 12               | 105.83           |
| 13                                | Каролайн Суссіс / Шайн Фірус                   | Ірландія        | 168.19          | 12          | 66.69       | 13               | 101.50           |
| 14                                | Марія Голубцова / Кирил Бєлобров               | Україна         | 163.64          | 14          | 62.40       | 14               | 101.24           |
| 15                                | Вікторія Манні / Карло Рьотлісбергер           | Італія          | 163.09          | 15          | 62.26       | 15               | 100.83           |
| 16                                | Пауліна Раманаускайте / Дейвідас Кізала        | Литва           | 154.85          | 20          | 60.76       | 16               | 94.09            |
| 17                                | Фібе Беккер / Джеймс Ернандес                  | Велика Британія | 154.75          | 19          | 61.19       | 17               | 93.56            |
| 18                                | Марія Пінчук / Микита Погорєлов                | Україна         | 153.58          | 17          | 61.42       | 18               | 92.16            |
| 19                                | Марія Носовицька / Михайло Носовицький         | Ізраїль         | 147.67          | 16          | 61.72       | 19               | 85.95            |
| 20                                | Солен Мазенг / Марко Євгеній Гайдаєнко         | Естонія         | 144.74          | 18          | 61.38       | 20               | 83.36            |
| Не відібралися у довільний танець |                                                |                 |                 |             |             |                  |                  |
| 21                                | Шаріз Маттай / Макс Ліберс                     | Німеччина       | 59.74           | 21          | 59.74       | Н/Д              | Н/Д              |
| 22                                | Лея Доцці / Петро Папетті                      | Італія          | 58.71           | 22          | 58.71       | Н/Д              | Н/Д              |
| 23                                | Софія Вал / Асаф Казімов                       | Іспанія         | 58.04           | 23          | 58.04       | Н/Д              | Н/Д              |
| 24                                | Марія Софія Пучерова / Микита Лисак            | Словаччина      | 56.09           | 24          | 56.09       | Н/Д              | Н/Д              |
| 25                                | Марія Ігнатьєва / Данил Семко                  | Угорщина        | 55.04           | 25          | 55.04       | Н/Д              | Н/Д              |
| 26                                | Софія Довгаль / Віктор Кулеша                  | Польща          | 54.96           | 26          | 54.96       | Н/Д              | Н/Д              |
| 27                                | Мілла Руд Рейтан / Микола Майоров              | Швеція          | 54.89           | 27          | 54.89       | Н/Д              | Н/Д              |
| 28                                | Лейла Карнс / Ліам Карр                        | Велика Британія | 54.10           | 28          | 54.10       | Н/Д              | Н/Д              |
| 29                                | Ханна Якуч / Алессіо Галлі                     | Нідерланди      | 53.51           | 29          | 53.51       | Н/Д              | Н/Д              |
| 30                                | Люсі Генкок / Іліас Фураті                     | Угорщина        | 53.47           | 30          | 53.47       | Н/Д              | Н/Д              |
| 31                                | Аріанна Сассі / Лука Моріні                    | Швейцарія       | 53.06           | 31          | 53.06       | Н/Д              | Н/Д              |
| 32                                | Едріенн Каргарт / Олександр Колосовський       | Азербайджан     | 49.53           | 32          | 49.53       | Н/Д              | Н/Д              |
| 33                                | Олівія Шиллінг / Лео Батен                     | Бельгія         | 47.51           | 33          | 47.51       | Н/Д              | Н/Д              |